# Pallamano Junior Fasano
La Junior Fasano è una società di pallamano maschile, fondata nel 1980, della città di Fasano, in provincia di Brindisi. I colori sociali del club sono il bianco e l'azzurro. Dal settembre 2023 disputa le proprie gare interne al Palazzetto dello Sport di Fasano.
La squadra milita nel campionato di Serie A Gold ed è stata cinque volte campione d'Italia. Ha vinto per tre volte anche la Coppa Italia e per una volta la Supercoppa italiana.

## Storia

### Le origini
Agli inizi degli anni ottanta nasce l'idea di inserire tra gli sport della Polisportiva Junior Fasano la pallamano. Nel maggio del 1980 viene così organizzato il 1º meeting “Città di Fasano”, torneo che rappresenta il debutto di questa disciplina in città. L'idea piace e si decide di partecipare al campionato di serie D nella stagione 1980-81; il primo presidente della Junior è Luigi Crescenzo, mentre il primo allenatore è l'insegnante di educazione fisica fasanese Luca Cantoro che, completamente a digiuno della disciplina, cerca con volontà e passione di trarre da quei “pionieri” il massimo di loro stessi.
Già alla fine del primo campionato disputato si cominciano a vedere i primi progressi, che aumentano in maniera considerevole quando alla guida tecnica arriva il modugnese Rosario Zappìa; infatti, il secondo campionato di serie D si conclude con un terzo posto. L'entusiasmo creato nell'ambiente sportivo fasanese fa maturare l'idea che per raggiungere più ambiziosi traguardi occorra costituire legalmente la compagine societaria.

### La fondazione
Il 15 ottobre 1982 la Polisportiva Junior Fasano, questa la prima denominazione della società con la presidenza affidata a Nicola Gentile, inizia ufficialmente la sua nuova vita. La dirigenza promuove sempre di più sia la partecipazione degli atleti all'Torneo Interamnia di Teramo (torneo mondiale giovanile di pallamano), sia l'organizzazione del Meeting “Città di Fasano”, allo scopo di far crescere tecnicamente i suoi giovani.

### Gli inizi
Nel campionato 1983-84 viene chiamato a guidare la prima squadra Giuseppe Fanelli, di Conversano. Con Fanelli la Junior fa il definitivo salto di qualità: vince il campionato di serie D a punteggio pieno e ottiene la promozione in serie C.
Come per la serie D, anche nel campionato di C la promozione arriva alla terza stagione: il campionato 1986-87, sempre a punteggio pieno. Con la promozione in serie B aumentano i problemi logistici, a causa della mancanza a Fasano del campo coperto obbligatorio. Per quasi due campionati si gioca sempre fuori casa, tra Conversano e Modugno: nei primi due tornei di B arrivano un sesto ed un terzo posto. Nel 1989-90, con la disponibilità della palestra coperta dell'I.T.C. "Salvemini" di Fasano, e sempre al terzo anno, la Junior conquista la promozione in A2 al termine di emozionanti play-off.
Il debutto nella stagione 1990-91 è eccellente per la Junior Fasano, e consacra definitivamente la pallamano come realtà sportiva cittadina. Infatti, il quarto posto finale consente alla giovane società di disputare, prima squadra fasanese ma anche della provincia di Brindisi a riuscirci, i play-off scudetto, e naturalmente i play-off promozione, che non arriva per differenza reti (+2 a favore del Mordano) nel triangolare finale di Teramo. Il presidente Nicola Gentile però, a causa di problemi economici ed organizzativi, decide di rinunciare alla serie A e di ripartire dalla serie C, puntando sui giovani del vivaio che si erano nel frattempo formati. A metà campionato 1992-93 però, Gentile, dopo oltre dieci anni alla guida della pallamano fasanese, lascia la presidenza a Domenico Ancona, accettando la carica di presidente onorario e conservando l'incarico di Presidente del Comitato Regionale Pugliese FIGH e componente della Giunta CONI regionale. Giunge subito un'altra promozione in serie B e, nel campionato 1994-95, la seconda promozione in serie A2.

### L'approdo in Serie A1
Dopo qualche anno di serie A2, la stagione 1998-99 termina con la promozione in Serie A1. Nella prima stagione della massima serie la Junior Fasano, dopo un girone d'andata in cui pecca d'inesperienza, cerca di salvarsi dalla retrocessione fino all'ultima giornata a Trieste, dove, però, arriva la sconfitta decisiva. Ma dopo la richiesta di ripescaggio, in un sorteggio con il Città S. Angelo, dall'urna viene fuori la pallina con il nome della Junior. Con tanto entusiasmo la società ricostruisce una squadra che possa reggere il confronto con “i mostri sacri” della pallamano italiana. Ed è proprio il campionato 2000-01 in cui la Junior Fasano riesce a togliersi grandi soddisfazioni, vincendo molte gare soprattutto in casa davanti ad un pubblico molto numeroso e vicino alla squadra. Dopo i play-out con il Mordano, la squadra fasanese riesce a conquistare la permanenza nella categoria. Nello stesso tempo il settore giovanile cresce sempre di più, ottenendo buoni risultati anche in campo nazionale. Il campionato 2001-02 inizia male per la società fasanese in quanto il campo di gioco dell'I.T.C. non viene più omologato per l'A1 e si è costretti ad emigrare prima a Conversano, poi a Grottaglie. Nel girone di ritorno si parte subito bene, con la vittoria nel derby con i cugini del Conversano, ma alla fine arriva la retrocessione in serie A2.
Il campionato 2002-03 rappresenta il primo anno di un ciclo triennale che il sodalizio, presieduto adesso da Angelo Dicarolo, programma per risalire in A1; si punta sui giovani del vivaio locale e sull'apporto del croato Darko Pranjić. Dopo un inizio di campionato non entusiasmante, alla fine il Fasano riesce a salvarsi. Nel 2003-04 continua l'opera di costruzione tecnica ed organizzativa della società: si disputa un altro buon campionato di A2, utile soprattutto a valorizzare i numerosi giovani del vivaio locale che continua a crescere; gli Under 16 vincono l'ennesimo titolo regionale, assicurandosi così la partecipazione alla fase Nazionale, dove si arrendono solo ai futuri campioni d'Italia del Cologne.
Il 2004-05 è la stagione in cui si deve puntare al salto di categoria; anche per questo nel gruppo dei due anni precedenti vengono effettuati altri importanti innesti. Il campionato è difficile ed equilibrato, con diverse valide compagini che si contendono la vittoria; la squadra, inoltre, deve fare i conti con numerosi infortuni. La voglia di conquistare l'A1 è tanta e coinvolge massicciamente anche i tifosi fasanesi che seguono i propri beniamini in trasferta; l'apoteosi è ad Ancona, dove nell'ultima giornata di campionato, la Junior Fasano conquista i tre punti, unico risultato utile per il salto di categoria, che valgono il ritorno in A1. La squadra Under 18, dopo aver vinto il titolo regionale, partecipa alla fase Nazionale.
Nella stagione 2005-2006 la Junior affronta quindi il campionato di A1, e dopo aver chiuso il girone d'andata al quarto posto, con uno spettacolare girone di ritorno (dieci vittorie ed un pareggio) conquista la seconda posizione dietro la capolista Sassari. Nei play off la Junior regola al primo turno gli emiliani del Nonantola ed affronta in finale il Sassari: vince con sei reti di scarto la gara d'andata davanti a oltre 600 spettatori, ma perde con lo stesso gap la gara di ritorno. Ad essere promossi nel neonato campionato di serie A d'élite sono quindi i sardi, che però cedono il titolo sportivo proprio ai fasanesi in estate. La Junior si trova così nel gotha della pallamano italiana, ed allestisce una squadra competitiva per la salvezza.
Nella regular season del 2006-2007 però le cose vanno così così: la Junior vince solo tre partite e termina all'ultimo posto con dieci punti, ma nella successiva fase ad orologio, sette punti conquistati fuori casa fanno sì che la squadra fasanese superi in classifica il Prato e conquisti una posizione utile a giocare e a vincere l'ultima gara dei play out in casa, sempre contro Prato. La Junior conquista così la sua prima salvezza in Élite, con in più la soddisfazione di vincere tre derby su quattro contro il Conversano. In estate i ritiri dal campionato di Trieste e Bressanone e la rinuncia alle Coppe del Merano proiettano i fasanesi in Europa: sono i biancoazzurri a rappresentare l'Italia nella Challenge Cup 2007-2008. La Junior si batte infatti con i kosovari del KH Prishtina: dopo aver perso 26-27 la gara d'andata, i fasanesi non riescono a rimontare in trasferta ed escono al primo turno. In campionato le cose vanno decisamente meglio: quarta al termine della regular season, la Junior, molto rinforzata nel mercato estivo, si proietta verso una fase ad orologio prestigiosa.
Nel 2008-2009 e 2009-2010 la società decide di accentuare ancora di più la propria caratteristica peculiare: privilegiare in prima squadra i prodotti del vivaio. Solo due infatti gli stranieri in organico in queste stagioni, sui quattro tesserabili: il montenegrino Zeljko Beharević e il croato Darko Pranjić, poi partito per la Svezia e sostituito da gennaio a maggio 2010 dall'ungherese Viktor Juhàsz. La Junior conquista nella stagione 2009-2010 un brillante quarto posto finale in regular season, confermato ai play off, e la semifinale di Coppa Italia, conquistando anche il ritorno in Europa con la qualificazione alla Challenge Cup. 
Il 2010-2011 comincia con l'addio di Beharević e l'acquisto del serbo naturalizzato italiano Filiberto "Pippo" Kokuca. Il capitano della squadra Francesco Ancona, da vent'anni nella Junior e primatista di presenze nella società, annuncia il proprio ritiro dall'handball giocato e diventa direttore sportivo. La stagione parte a corrente alternata ma nel mese di novembre la Junior conquista la prima vittoria in Europa della storia dello sport fasanese, battendo in casa i lussemburghesi del HBC Bascharage nella gara d'andata del terzo turno di Challenge Cup 2010-11, alla quale era direttamente ammessa; purtroppo verrà eliminata per differenza reti nel ritorno in trasferta ma rimane la soddisfazione per un altro storico passo in avanti. Con cinque vittorie consecutive fra andata a ritorno la Junior aggancia il terzo posto in regular season: ai play off un contestatissimo arbitraggio nella gara di ritorno della semifinale a Bologna elimina i biancoazzurri dalla finale-scudetto. La stagione si conclude però ugualmente alla grande con lo scudetto under 16, conquistato dai ragazzi delle classi 95, 96 e 97 a Pescara e Chieti in giugno.
Il 2011-2012 vede la conferma di coach Dumnić e il ritorno di Beharević nella rosa biancoazzurra, ma anche la dolorosa rinuncia alla Challenge Cup: la società, dopo gli enormi sforzi delle stagioni precedenti, ha ritenuto di non dover partecipare alla competizione a causa della mancanza di un vero palazzetto dello sport a Fasano. La Junior conquista il terzo posto al termine della stagione regolare e si qualifica ancora una volta per i play off. In Coppa Italia, al quarto tentativo i biancoazzurri conquistano finalmente la finale: dopo aver eliminato Noci e Conversano nella prima fase e Cassano Magnago ai quarti di finale, la Junior si qualifica per le final four che si disputano a Noci il 29 e 30 marzo 2012. Regolato il Teramo in semifinale, i fasanesi approdano alla prima finale della loro storia ma cedono 29-27 alla corazzata Bolzano in una equilibratissima partita. Il campionato si conclude con la quarta semifinale consecutiva: persa l'andata e vinto il ritorno con il Conversano, solo una sconfitta di misura 26-27 nella "bella" in trasferta impedisce alla Junior di conquistare la finale-scudetto.
Grosse novità all'inizio del 2012-2013: il nuovo presidente della Junior è Francesco Renna, che subentra ad Angelo Dicarolo; cambio anche in panchina, dove torna un fasanese: al montenegrino Branko Dumnić subentra Francesco Ancona. Ceduto Kokuca al Bressanone, la riduzione a un solo straniero per squadra costringe ad andar via anche Bobičić: la rosa diventa quindi, grazie anche ad alcuni innesti dalla società satellite Handball Fasano, ancora più "locale", complice anche il ritorno, nel mercato di gennaio 2013, di Giovanni Fanizza, con diciotto fasanesi su ventuno giocatori. A gennaio la società preleva anche il siciliano Graziano Tumbarello dalla Lazio. A febbraio i biancoazzurri bissano la finale di Coppa Italia nella final four disputata a Bolzano: regolato il Conversano in semifinale, è ancora il Bolzano, stavolta in casa sua, a battere la Junior. In campionato, dopo aver chiuso la regular season con venti vittorie su venti partite, la Junior supera nei quarti dei play-off il Carpi e in semifinale affronta i campioni uscenti del Bolzano: gli altoatesini passano il turno solo per differenza-reti, vincendo con sei gol di vantaggio in casa e venendo battuti dalla Junior con quattro reti di scarto nella gara di ritorno, giocata in una palestra Zizzi traboccante di quasi 800 tifosi biancoazzurri, in diretta sulla RAI.

### Lo scudetto e il debutto in EHF Champions League
L'addio dopo vent'anni del capitano Paolo Sirsi è la prima novità del 2013-2014: il portiere della Junior è, dopo undici stagioni, il titolare della Nazionale azzurra Vito Fovio; il nuovo capitano è quindi Flavio Messina. Via anche Tumbarello, al suo posto Bruno Brzić. A novembre arriva il capitano della Nazionale, Pasquale Maione, e a gennaio l'italo-argentino Robertino Pagano. Sarà una stagione storica per la Junior, quella dei primi titoli nazionali senior: il 2 febbraio, sul campo di Martina Franca, i biancoazzurri, sempre allenati da Francesco Ancona, conquistano la Coppa Italia battendo 30-27 il Carpi in una entusiasmante ed equilibratissima finale, conclusa al quarto tempo supplementare davanti alle telecamere di Raisport. In precedenza avevano battuto Teramo ai quarti e Pressano in semifinale. Ma la Junior compie il capolavoro a maggio: dopo aver nuovamente concluso a punteggio pieno sia la stagione regolare che la poule di qualificazione ai play off, i biancoazzurri superano di nuovo il Carpi in semifinale infliggendo agli emiliani un 29-19 nella gara di ritorno giocata a Noci dopo che all'andata, disputata a Rubiera, il Carpi si era imposto 29-21.
Nella finale-scudetto, a sorpresa la Junior perde l'andata in casa, giocata nuovamente a Noci, per 24-25 contro il Bolzano, imponendosi però 26-27 nel ritorno in Alto Adige, davanti a più di 200 tifosi che avevano seguito la squadra a 1000 km di distanza, nonostante la diretta su Raisport e la gara giocata di giorno lavorativo, vincendo così il primo scudetto della sua storia per aver segnato più reti fuori casa.
Il 2014-2015 comincia con la EHF Champions League: pur avendo l'Italia perso il posto nella competizione, per il suo basso ranking, la Junior viene ripescata a domanda nella Coppa dei Campioni nazionali d'Europa. Il turno preliminare la vede inserita in un girone che si gioca ad Hard (Austria): in semifinale la Junior affronta gli ucraini dello Zaporozhye (sconfitta 20-36), mentre l'altra semifinale vede in campo Alpla Hard e Porto. In finale terzo posto, i fasanesi cedono il passo all'Alpla Hard 26-35, venendo così dirottati al secondo turno della EHF Cup dove affrontano il Potaissa Turda: i rumeni si impongono 27-28 all'andata sul campo di Noci e 39-26 al ritorno in Romania. Gli acquisti estivi della Junior sono gli italo-argentini Martin Molineri, ala destra proveniente dal Fondi, e l'ex-beneventano Esteban Taurian; si registra inoltre l'addio alla pallamano giocata dell'ala destra Giancarlo Costanzo. La Junior non sfata il tabù-Supercoppa: nella gara giocata a Pescara vince il Carpi 28-30 ai tiri dai sette metri (tempi regolamentari 25-25), e subito dopo la società decide di tagliare il montenegrino Željiko Beharević, da otto anni a Fasano, e di sostituirlo con il lituano Petras Raupenas.
Movimentato il mercato di gennaio: va via Molineri e torna a giocare Costanzo; la Junior preleva inoltre dalla prima lega argentina il naturalizzato Guido Riccobelli, già in Italia anni addietro con Secchia e Bolzano, e dal Teramo il giovanissimo Stefano Arcieri. Non riesce però la difesa della Coppa Italia: a Siracusa la Junior perde, sempre ai tiri dai sette metri, i quarti di finale contro il Pressano (25-27) e si classifica al quinto posto dopo aver vinto le gare di consolazione con Albatro Siracusa e Fondi. In campionato la Junior raggiunge nuovamente la finale scudetto, vincendo la partita d'andata disputata a Noci per 26-24 ma perdendo il ritorno a Bolzano 23-21: stavolta la regola del maggior numero di gol segnati fuori casa favorisce gli altoatesini che si aggiudicano lo scudetto.
Linea verde nel mercato 2015-2016: partono Umberto Giannoccaro per Cassano Magnago, Brzić per Carpi e Taurian per l'Argentina e viene lasciato libero Raupenas. La Junior prende i promettentissimi sedicenni Tommaso Pesci dal Massa Marittima e Filippo Angiolini dalla Poggibonsese. A gennaio arriva inoltre dal Vasco de Gama, squadra della massima serie brasiliana, André Alves Leal. Ancora una volta però la società è costretta a rinunciare alle coppe europee. Dopo essere arrivata prima per il quarto anno consecutivo nel proprio girone di campionato, il 6 marzo 2016 la Junior si aggiudica la seconda Coppa Italia della sua storia, battendo in finale a Lavis il Bolzano per 29-28, dopo aver eliminato nei quarti il Trieste per 37-30 e in semifinale il Carpi per 34-30.
Superato agevolmente il secondo turno del campionato, la Junior batte 28-21 il Carpi nell'andata della semifinale, contenendo i danni sul 21-24 in Emilia e qualificandosi per la finale-scudetto, dove esordisce superando in trasferta 24-23 il Bolzano. Nella gara di ritorno, il 28 maggio 2016, trionfo Junior per 31-19 e secondo scudetto della sua storia per la società biancoazzurra; per i consueti problemi di impianto a Fasano, la Junior ha dovuto giocare entrambe le gare interne dei play off sul campo di Conversano.
La stagione 2016-17 è sin da subito movimentata: Riccobelli torna in Argentina, Pesci a Massa Marittima, Marino parte per Malo e Pignatelli per Conversano, mentre Rubino lascia l'attività per motivi di lavoro. L'organico della Junior si completa con il giovanissimo mancino Nicolò D'Antino, proveniente dal Pressano e con il pluriscudettato Demis Radovčić, avversario di tante battaglie per scudetti e coppe nelle stagioni precedenti, prelevato dal Bolzano. Il 7 dicembre la Junior sfata il tabù-Supercoppa imponendosi sul Bolzano per 26-25 e conquistando così il triplete dell'anno solare: è il primo trofeo vinto dai biancoazzurri sul loro campo a Fasano.
A febbraio si aggiunge, dalla prima lega argentina, il terzino italo-argentino classe '85 Maximo Miguel Murga, con trascorsi in Italia a Cosenza, Ancona, Lazio e Siracusa.
Il 23 marzo la Junior, sul campo di Fondi, si conferma in Coppa Italia, battendo 30-29 il Bolzano con un'esaltante tripla rimonta dal -3, innescata dall'ingresso in campo dei giovanissimi Arcieri (classe '98) e Angiolini ('99), senza dimenticare il titolare D'Antino ('99). 
i biancoazzurri avevano battuto nei quarti il Romagna Imola (27-23) e in semifinale il Conversano (30-27). A maggio la Junior conquista nuovamente la finale-scudetto superando in semifinale il Pressano (28-28 all'andata in Trentino, 38-20 al ritorno a Fasano), ma stavolta ad aggiudicarsi il Tricolore sono i soliti avversari del Bolzano, che espugnano la palestra Zizzi per la prima volta dopo sei anni (25-27) confermandosi poi anche in casa per 28-23.
La stagione 2017-2018 comincia con l'arrivo dal Carpi di Giulio Venturi, che colma la lacuna del terzino destro, e la cessione di Arcieri al Cingoli. Rientra in società come general manager l'ex allenatore, presidente e consigliere FIGH Angelo Dicarolo, e nella rosa i mancini Rubino e Costanzo. Non rimane a Fasano la Supercoppa italiana: Junior sconfitta a Bolzano 24-23 il 21 ottobre. Il rinforzo di gennaio è il ritorno, dopo due anni, di Guido Riccobelli.
Sfortunata la Coppa Italia: a causa di discutibili regole di designazione delle teste di serie, al sorteggio dei quarti di finale la Junior trova subito il Bolzano, che si impone ai tiri dai 7 metri dopo che i tempi regolamentari si erano conclusi sul 20-20. I biancoazzurri si classificano quinti battendo Trieste 30-24 e Bologna 33-31. Ma la Junior si riscatta in campionato: conclusa al secondo posto la stagione regolare e partita con due sconfitte la poule-scudetto, a causa di qualche infortunio di troppo, una serie di otto vittorie consecutive permette ai biancoazzurri di chiudere al primo posto la seconda fase. Ai play off la Junior supera in semifinale il Pressano (sconfitta 24-21 in Trentino, vittoria 27-21 al ritorno in casa). In finale si rinnova l'eterno derby col Conversano: gara 1 in trasferta vinta dai baresi in rimonta 29-26, ma in gara 2 e gara 3, entrambe disputate ancora a Martina Franca, Junior vittoriosa per 26-18 e 29-23 davanti a 2000 spettatori e per la terza volta Campione d'Italia.

### Il ritorno al girone unico
Gli acquisti del 2018-2019, anno del ritorno al girone unico nazionale sono l'ucraino Stanislav Petrychko, collaudato centrale del Benevento, il terzino-centrale cileno Victor Donoso Andalaft, il promettentissimo 2000 Umberto Bronzo, ala mancina di Siracusa e i pivot Raul Bargelli e Raffaello Corcione, chiamati a raccogliere la pesante eredità di Maione, tornato a Conversano. Leal passa al Fondi e Riccobelli torna di nuovo in Argentina, mentre sospende l'attività, dopo 24 stagioni consecutive nella Junior, l'ala-centrale Leonardo De Santis. A settembre però la società decide di sostituire Petrychko con un altro centrale classe 1993, il serbo di passaporto ungherese Marko Knežević. A gennaio arriva anche il giovanissimo centrale di Putignano Davide Notarangelo. Il deludente quinto posto finale nella regular season impedisce però alla Junior di giocare i play-off. In Coppa Italia, giocata a Trieste, biancoazzurri eliminati ai quarti di finale dal Conversano per 24-21. Sfumata anche la Supercoppa, persa a Salerno contro il Pressano per 24-22.
La società decide quindi un profondo ringiovanimento della rosa per il 2019-2020 : vanno via Fovio, Radovčić, Venturi, Bronzo, Corcione e Donoso, rientrano Beharević e Pignatelli dal Conversano e Gallo dal Gaeta, tornano a giocare Leo De Santis e Colella, e arriva il nuovo acquisto Pavani, portiere classe 2000 dal Ferrara. La squadra riesce a qualificarsi per le Final Eights di Coppa Italia, disputate a Siena dal 21 al 23 febbraio 2020, venendo eliminata nei quarti di finale dal Pressano per 25-23. Avviata ad una tranquilla salvezza, il campionato viene prima sospeso poi definitivamente annullato per la pandemia di Covid-19.
Le difficoltà del tessuto economico a causa della pandemia condizionano il mercato in vista del 2020-2021: se ne va Knežević, e i nuovi due stranieri sono lo svedese Albin Järlstam e l'argentino Emiliano Franceschetti, che sostituisce il pivot Bargelli. Arrivano da Teramo anche i due giovanissimi fratelli De Angelis, mentre in porta torna Vito Fovio e saluta Pavani. Smette definitivamente di giocare Leo De Santis e, dopo le prime partite, anche suo fratello Paolo. Dopo un inizio difficile (una vittoria nelle prime sette gare) la squadra trova continuità e con sei vittorie nelle successive sette partite aggancia il settimo posto e si qualifica alla Coppa Italia, fissata per febbraio a Salsomaggiore: pochi giorni prima della partenza la società è però costretta a rinunciare per la positività di molti giocatori al Covid-19, lasciando il posto al Merano. Dopo due mesi di stop forzato per il focolaio di pandemia nello spogliatoio, la squadra riparte alla grande e infilando 18 successi in 21 partite aggancia il Sassari al secondo posto in classifica (terzo per differenza-reti) con il quale conclude una stagione più che ottima, date le premesse, con in più il secondo posto dello svedese Albin Järlstam nella classifica cannonieri del torneo.

### Ancora al vertice
Mercato molto interessante per il 2021-2022: arrivano altri due svedesi, il terzino-centrale Simon Hjortenbo dall'Hammarby, vincitore della seconda divisione, mentre dall'EHV Aue, in seconda Bundesliga tedesca, il terzino destro di origini italiane Gabriel De Santis. Bel colpo anche all'ala destra col ritorno da senior di Carlo Sperti, navigato nazionale. Vanno via i fratelli De Angelis, con Alessandro che rientra al Teramo e Tommaso che decide di approdare al progetto federale Campus Italia. Eccellente il girone d'andata: dieci vittorie, un pareggio e una sola sconfitta decretano la Junior campione d'inverno e testa di serie numero uno in Coppa Italia. A gennaio la squadra viene rinforzata con il terzino sinistro Riccardo Stabellini, proveniente dal Villa de Aranda nella 2ª lega spagnola ma con tante stagioni e più di 1200 reti all'attivo nella massima serie italiana, il quale sostituisce Hjortenbo
Deludente la Coppa Italia, giocata a Salsomaggiore dal 3 al 7 di febbraio: la Junior supera nei quarti l'Eppan (30-23) ma perde nettamente la semifinale-derby con il Conversano per 28-18; sconfitta anche nella finalina con il Merano (29-26) e quarto posto finale. La squadra patisce il colpo, complice anche un infortunio al braccio che limita per parecchie settimane il rendimento di Järlstam e la perdita definitiva di De Santis, che accusa una ricaduta dell'infortunio al ginocchio e concluderà la stagione senza mai scendere in campo: nelle ultime settimane della regular season la Junior rischia di cedere il primato al ritorno del Conversano, ma una straordinaria vittoria nello scontro diretto alla penultima giornata (27-24) regola definitivamente i conti e conserva il primo posto finale ai biancoazzurri. La sfortuna però si accanisce ancora: nella semifinale d'andata a Bressanone, complice un campo non adeguatamente ripulito dopo la finale-scudetto femminile del giorno prima, Fovio e Stabellini si infortunano gravemente e abbandonano la serie. Ciononostante, grazie anche alle strepitose prestazioni del diciottenne Sibilio in porta, la qualificazione per la finale arriva con un pareggio 27-27 in Alto Adige e una vittoria siglata da Järlstam all'ultimo secondo in casa (26-25). In finale è di nuovo derby col Conversano, come quattro anni prima, sempre col vantaggio della "bella" in casa: tuttavia la Junior, dopo aver perso a Conversano la prima partita per 31-24, non riesce a portare la serie a gara-3 pareggiando 28-28 alla palestra Zizzi nella consueta, straordinaria cornice di tifo. Campionato comunque più che positivo per i biancoazzurri, partiti da outsider e fermati solo in finale, unica squadra insieme al Bressanone con il campo inviolato a fine stagione, tornando a qualificarsi per l'Europa dopo quattro anni.
Per il 2022-23 il massimo campionato nazionale cambia nome, che diventando Serie A Gold. La Junior, targata Sidea Group, è costretta a sostituire la leggenda Vito Fovio, che sceglie di smettere di giocare per l'infortunio di Bressanone, rimpiazzandolo con Alessandro Leban, proveniente dalla Raimond Sassari. Lascia anche Emiliano Franceschetti, spostatosi in Spagna per motivi di lavoro, con al suo posto lo svedese Erik Östling e il ritorno dopo tre stagioni di Raffaello Corcione. All'ala sinistra arriva dalla Spagna l'italo-argentino Pablo Cantore e si aggrega alla squadra in preparazione anche il terzino svedese Jansson, poi ceduto al Verdeazzurro Sassari prima dell'inizio della stagione. A tre giorni dal via del campionato, a sorpresa coach Francesco Ancona annuncia sui profili social personali di essere stato esonerato: la società non conferma ufficialmente ma le distanze non si colmano, e alla seconda giornata fa il suo esordio assoluto come allenatore Vito Fovio. Ancona lascia dopo quasi 10 anni e sette titoli nazionali sulla panchina biancoazzurra; confermato il suo vice Giuseppe Crastolla. La Sidea Junior torna nelle coppe europee dopo otto anni e scrive un'altra meravigliosa pagina della sua storia nel secondo turno di EHF European Cup, nella quale supera gli israeliani dell'Hapoel Ashdod con entrambe le gare in Puglia: 32-33 e 32-26 i risultati che permettono ai biancoazzurri di passare il turno, per la prima volta nella storia dello sport fasanese. Fra i due turni di Coppa, viene tesserato il terzino-centrale macedone Dario Petrovski, l'anno prima promosso in Liga ASOBAL con il Guadalajara. Altro clamoroso risultato al terzo turno: del tutto contro pronostico la Sidea Junior strapazza per 35-25 gli olandesi del Kembit Lions di Sittard-Geelen nella gara d'andata grazie a una prestazione indescrivibile, per poi resistere sul 27-35 nella partita di ritorno e conquistare con pieno merito la promozione agli ottavi di finale. La Sidea Junior esce poi al terzo turno in febbraio ad opera dei forti croati del Sesvete Zagreb (34-35 a Fasano, 35-22 a Zagabria con circa 30 tifosi al seguito, fra i quali il sindaco Zaccaria), nonostante il positivo apporto dato dal jolly danese Frederiksen, tesserato appositamente per l'occasione.
Ottimo il comportamento degli uomini di Vito Fovio anche in Coppa Italia, giocata a Rimini dal 3 al 5 febbraio: i biancoazzurri superano il Bolzano ai quarti (44-30) e impartiscono la seconda severa lezione dell'anno al Conversano in semifinale (30-27), arrendendosi solo di misura in finale al Bressanone (30-31), in una gara caratterizzata dai troppi errori dai 6 e 7 metri. Al termine della regular season la Junior si assicura l'ammissione ai play-off chiudendo in terza posizione, e affronta il Merano in semifinale. Nella gara d'andata in casa una straordinaria rimonta da -7 (14-21 al 4º minuto del secondo tempo, 33-32 finale con rete di Cantore all'ultimo secondo) porta in vantaggio la Sidea Junior nella serie; nel ritorno in Alto Adige la Junior si trova sotto di 4 reti all'intervallo (15-19) ma con un grande secondo tempo raggiunge il pareggio (34-34) che le consente a sorpresa di andare in finale. L'avversario è il Sassari che, anch'esso contro pronostico, ha battuto due volte in trasferta il favorito Bressanone: la Sidea Junior può quindi giocare in casa sia gara 2 che l'eventuale gara 3. Nell'andata della finale, otto tiri dai sette metri contro e sette sospensioni per due minuti frenano i biancoazzurri, battuti 34-32. Al ritorno a Fasano non c'è storia, più di quanto non dica il punteggio (32-26). Sofferta e combattuta la bella, vinta 35-32 davanti a oltre 600 tifosi che hanno sostenuto la squadra col più tipico calore biancoazzurro, spingendola verso il quarto scudetto della storia, il primo e anche l'ultimo vinto alla palestra Zizzi. Significative le prestazioni del fasanese Davide Pugliese, decisivo con un 10 su 11 in attacco, e di Cantore (addirittura 10 su 10 per lui), che hanno trascinato la squadra.

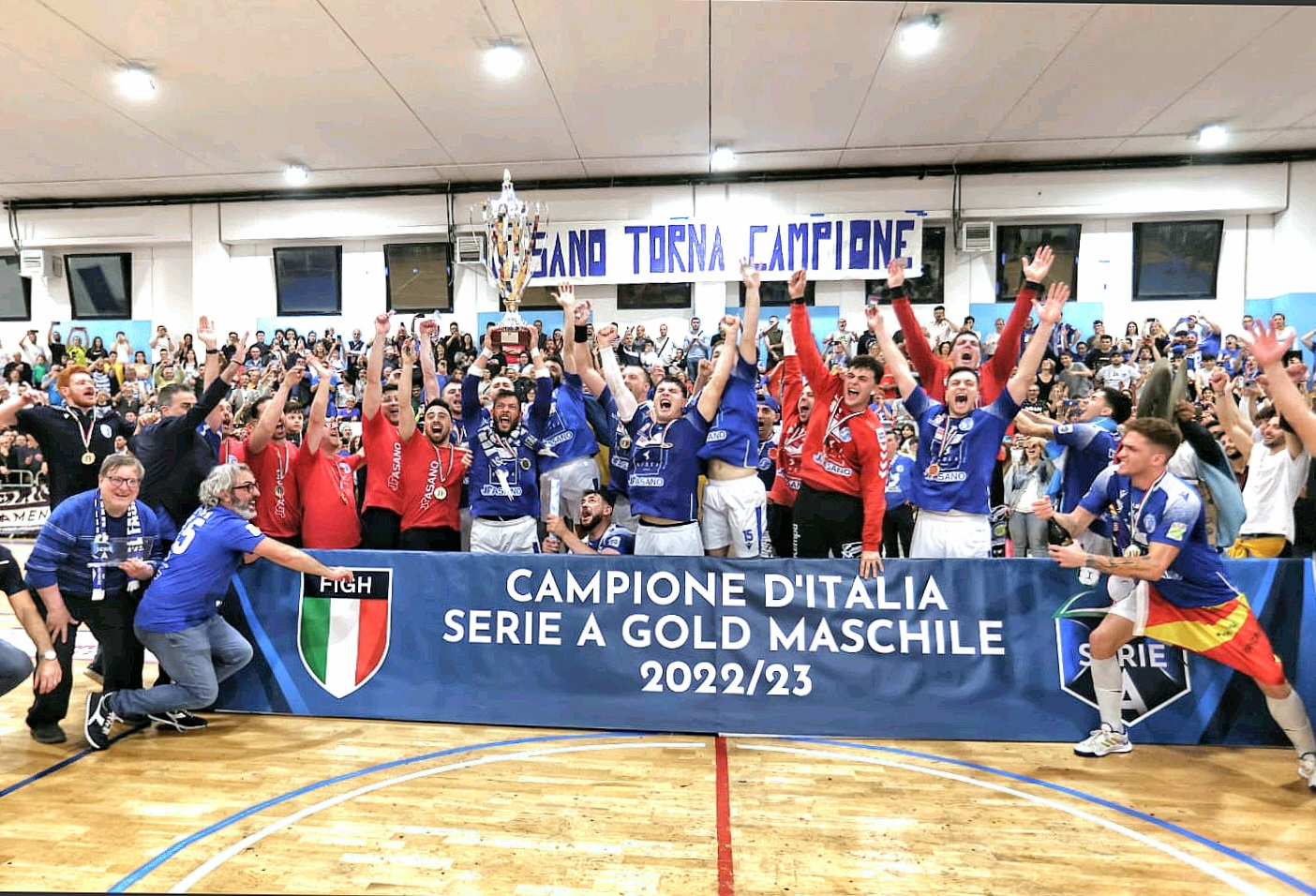
La Junior Fasano Campione d'Italia 2022-2023

Nel programmare la stagione 2023-2024, la Junior saluta Järlstam e Östling, rientranti in Svezia: il centrale viene sostituito con Marko Knežević, che torna a Fasano dopo quattro anni fra Jugović (Serbia), Villeurbanne (Francia) e Molteno; il nuovo pivot è invece il ventitreenne Tobias Torbjörnsson, svedese proveniente dall'Halden (prima lega norvegese). La lacuna del terzino destro mancino viene colmata con Leonardo Comerlatto, brasiliano di 25 anni dai prestigiosi trascorsi nel Danzica, in massima serie polacca. Rimpingua la rosa il collaudato Martín Alejandro Amato, jolly classe '92 ex-Siena, Gaeta e Bressanone. Confermatissimo Fovio in panchina, decide di continuare il capitano Flavio Messina e rientra come direttore dell'area tecnica Darko Pranjić, mentre Sperti torna a Conversano e vanno via anche Petrovski e Sibilio. La stagione comincia sotto i migliori auspici: il 28 luglio, nella stessa settimana in cui la squadra comincia la preparazione, viene finalmente inaugurato il primo Palazzetto dello Sport della storia di Fasano, la nuova casa della Junior, che se ne aggiudica anche la gestione vincendo il bando di gara comunale. Finisce subito la stagione europea: esentata dal primo turno di European Cup come campione nazionale, al secondo la Junior trova i forti cechi del SKKP Brno ma dopo una brillante prestazione in casa (vittoria 29-28 con molti rimpianti), non si ripete al ritorno in trasferta (20-28) e viene eliminata. Subito stop anche in Supercoppa, giocata a Chieti in dicembre: la Junior perde 29-26 la semifinale contro il Merano. La società decide di cedere Amato e, complici anche i continui infortuni dell'atleta, di tagliare Comerlatto, sostituendolo con il portoghese João Marinho Da Cunha: è la svolta della stagione.

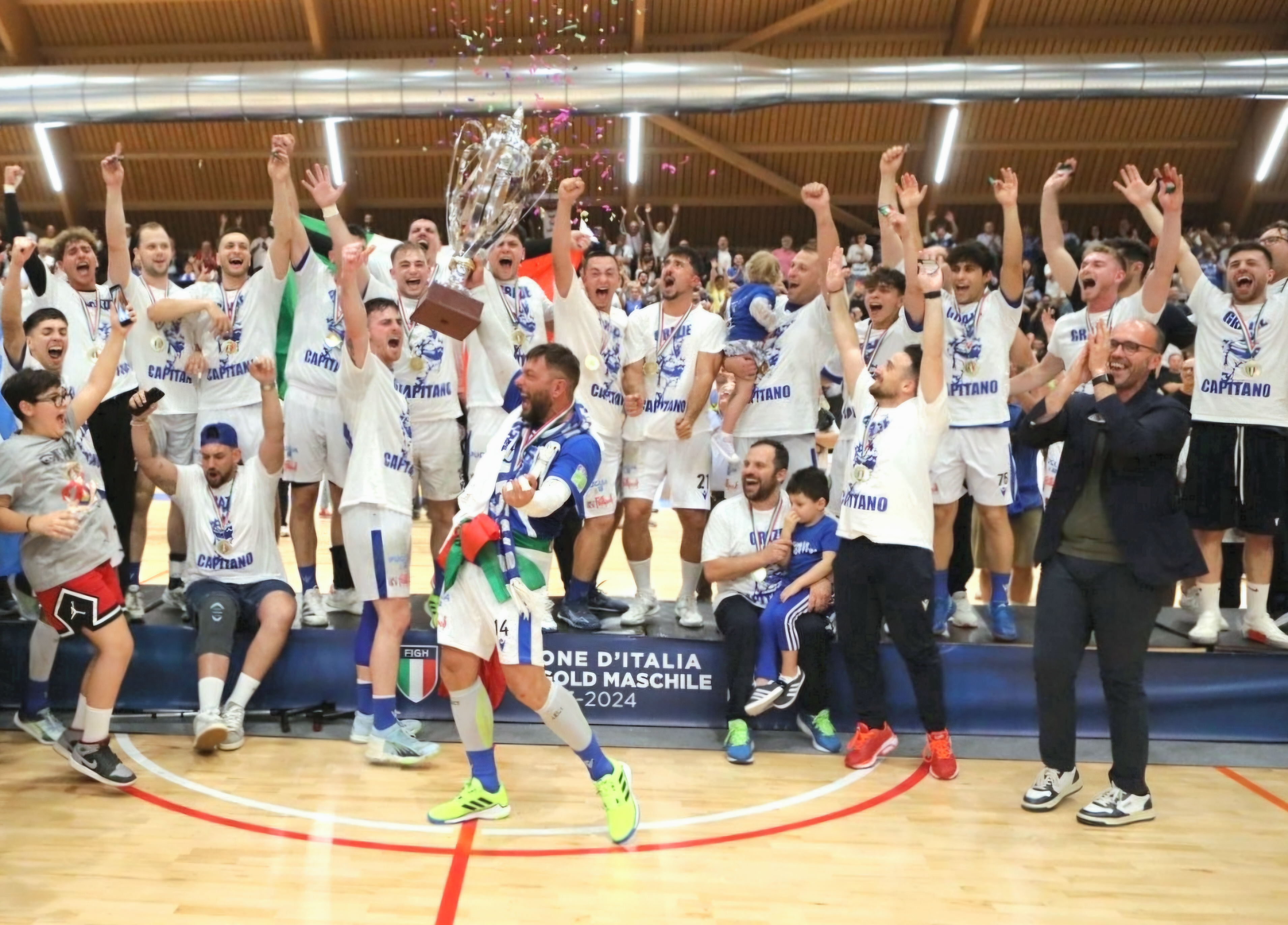
La Junior Fasano Campione d'Italia 2023/2024

La Junior infatti, dopo il terzo posto nel girone d'andata e una Coppa Italia con tanti rimpianti (sconfitta ai quarti 25-26 contro il Cassano Magnago il 2 febbraio 2024 a Riccione), conquista il primo posto al termine della regular season, lasciando solo tre punti agli avversari nel girone di ritorno, grazie anche alla ripetizione della gara di Cingoli, inizialmente perduta ma viziata da un errore tecnico degli arbitri. Sbarazzatasi del Merano in semifinale (25-23 in trasferta, 37-29 in casa), la Junior rimonta la serie di finale con il Bressanone: sconfitti in Alto Adige con un sonoro 46-38, i biancoazzurri di coach Fovio si aggiudicano gara 2 per 34-28 e vincendo per 28-25 gara 3 conquistano il quinto scudetto della loro storia, per la prima volta confermandosi campioni d'Italia da detentori del titolo. Storica la serata vissuta il 3 giugno 2024 al Palazzetto dello Sport di Contrada Vigna Marina, onorato dallo scudetto nel primo anno di attività davanti a ben 2.200 spettatori e con tanta commozione dei tifosi per il saluto del capitano Flavio Messina, che si congeda dal suo pubblico leggendo un accorato messaggio d'addio.

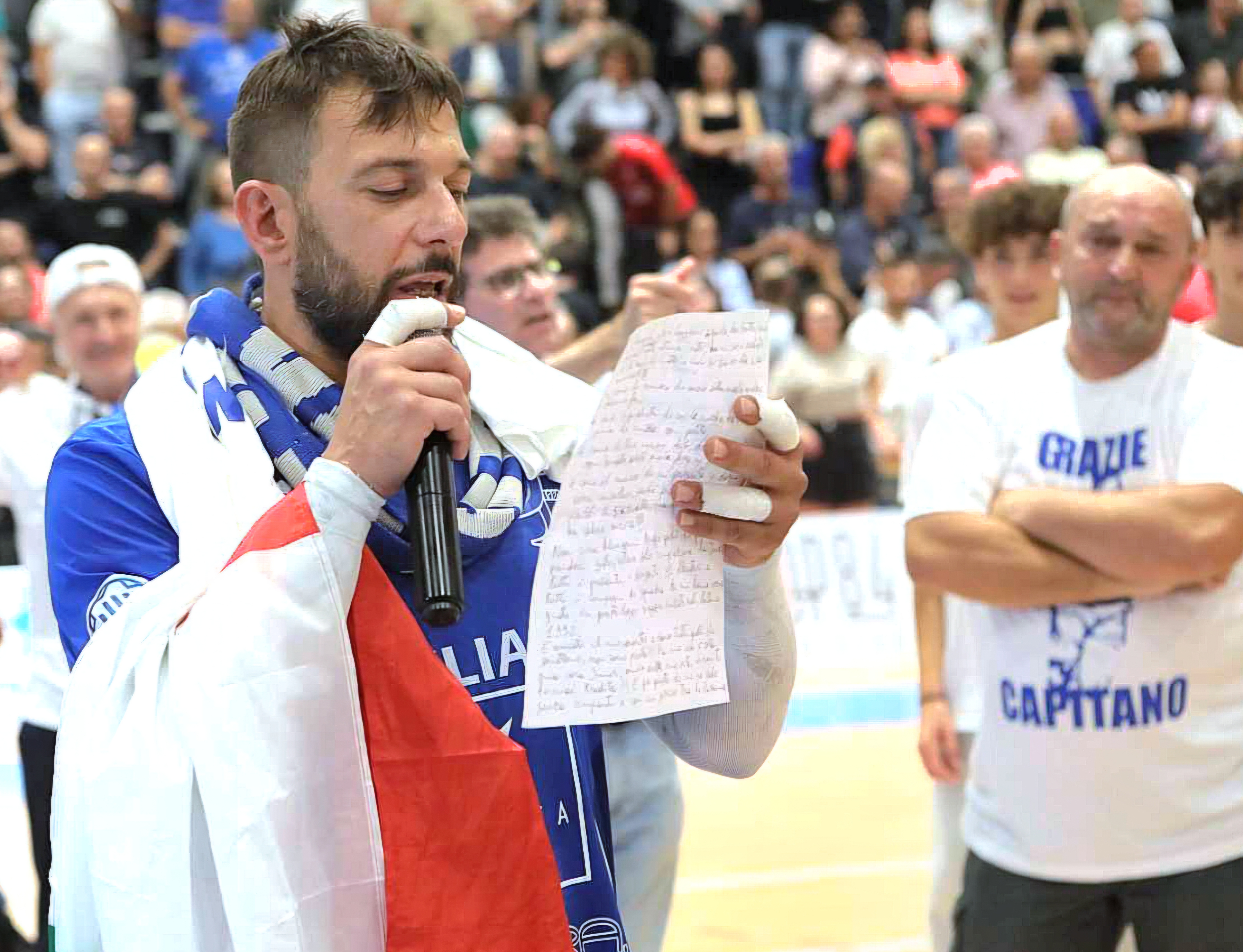
Flavio Messina saluta la squadra

Non c'è però neanche il tempo di festeggiare lo scudetto che il main sponsor Sidea Group lascia la Junior, costringendo la società a ridimensionare il roster 2024-2025: non viene trovato l'accordo col coach Fovio, sostituito dal conversanese Domenico Iaia, e lascia anche il direttore Pranjić. Ai già previsti addii di Angiolini, che si accasa a Siracusa, e di Torbjörnsson, che torna in Svezia, si aggiunge il mancato rinnovo di Knežević. I nuovi arrivi sono i pivot Mizzoni dal Pressano e Beorlegui dal Secchia Rubiera e il terzino-centrale Luciano Rivan, classe 2003, dalla Scuola Italiana di Montevideo (Uruguay); torna inoltre a Fasano da Carpi il portiere Sibilio e viene aggregato alla rosa anche il ventisettenne Dario Montalto, proveniente dal Putignano. La squadra ha bisogno di tempo, e lo si vede già in Supercoppa, tornata in gara unica e giocata il 31 agosto a Bressanone: la Junior perde nettamente contro i padroni di casa, detentori della Coppa Italia, per 39-32. A ottobre viene aggiunto alla rosa, proveniente dal Secchia Rubiera, un altro uruguaiano: Giovanni Capello, 23 anni. La squadra, profondamente rinnovata, disputa un buon girone d'andata, concluso al settimo posto con qualificazione alla Coppa Italia, giocata a Riccione, dove viene sconfitta 37-26 dai futuri vincitori del Cassano Magnago ai quarti di finale. In European Cup due nette sconfitte nelle due gare giocate entrambe in Grecia contro i futuri finalisti dell'AEK Atene, poi squalificati dalla EHF. In campionato la Junior presenta un calo motivazionale nel girone di ritorno, dove soltanto nelle ultime giornate il team si riprende e infila una serie di risultati utili che lo collocano all'ottavo posto finale.
La società comincia col botto il mercato per la stagione 2025/26, ingaggiando il regista del Conversano neo-campione d'Italia Pablo Marrochi, avversario di tante battaglie della Junior anche con le maglie di Carpi e Siena. Novità sulla linea dei terzini con l'esordio in Italia del 2,01 tunisino Hechmi Belhareth	, classe 1995 proveniente dai francesi dell'Angers, e del mancino algerino ventitreenne Nidhal Blida, reduce dall'Al Shamal in Qatar, che sostituiscono Rivan, Capello e João Da Cunha, passato al Cologne. Sulla linea dei pivot saluta Mizzoni e viene ingaggiato Valentino Dello Vicario Giacinti, 2006 proveniente dal Camerano. Nel reparto mancini se ne va Davide Pugliese, che raggiunge la Liga Asobal con il Balonmano Nava; lascia anche Pablo Cantore, che si trasferisce in Spagna per motivi familiari e di lavoro. La panchina viene rimpinguata con un gruppo di giovani interessanti: il portiere Giorgio Rossa, 21 anni, ex-Belluno, il terzino sinistro Antonio Capozzoli, 20 e l'ala sinistra Diego Somma, 19, entrambi dal Campus Italia, ed infine il suo gemello Gabriele Somma, centrale dal Cingoli.

## Colori e simboli

### Colori
La divisa di gioco tradizionale della Junior Fasano è bianca e azzurra; la versione utilizzata per più stagioni è in tinta unita azzurra con rifiniture bianche; periodicamente la divisa viene proposta anche a strisce verticali o orizzontali.

## Strutture

### Campo di gioco
La Junior Fasano ha disputato i primi sei campionati della sua storia, dal 1980 al 1986, in piazza Ignazio Ciaia, giocando poi il campionato 1986-87 nel campo ricavato all'interno del 1° Circolo didattico "Collodi", reso utilizzabile anche per gli allenamenti serali grazie all'impianto luci montato dalla stessa società.
Con la promozione in serie B, non essendoci all'epoca a Fasano una struttura coperta idonea, la squadra fu costretta per due campionati e mezzo a giocare in vari campi di paesi limitrofi come Conversano e Modugno, continuando ad allenarsi alla "Collodi". Nella primavera 1990 fu completata la palestra dell'I.T.C. “G. Salvemini”, che per i successivi dodici anni ha permesso alla Junior di disputarvi gli allenamenti e gli incontri casalinghi.

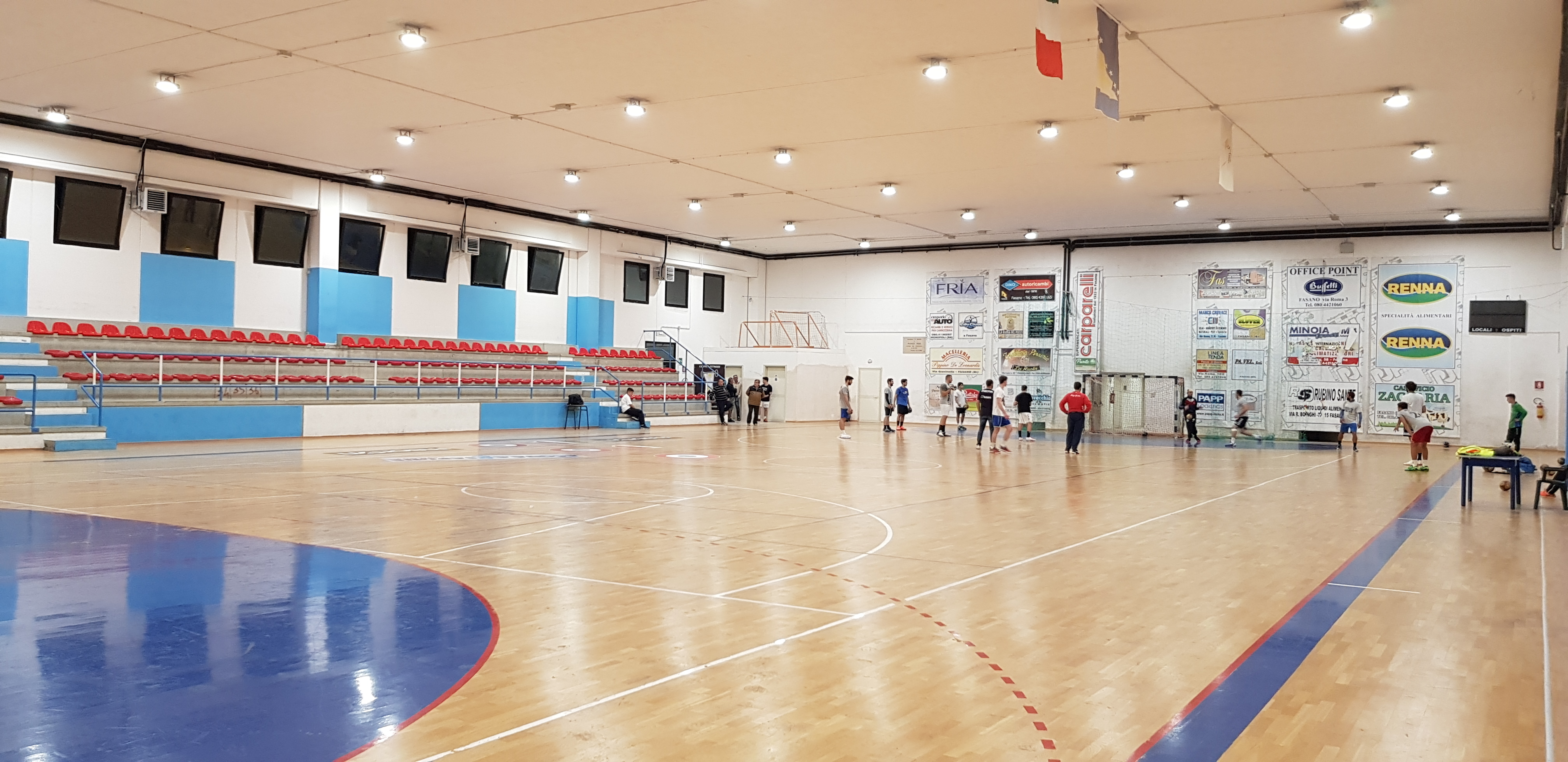
La palestra "Franco Zizzi" di Fasano, campo da gioco della Junior dal 2002 al 2023

Dal 2002 al 2023 la Junior Fasano ha svolto la propria attività senior presso la palestra "Franco Zizzi" dell'Istituto Professionale Statale Servizi Alberghieri e Ristorazione di Fasano. La palestra ha una capienza di circa 300 posti a sedere. Dal 2014 al 2017, per sopravvenute nuove norme, la Junior non poté giocare alla "Zizzi" le gare dei play off, disputate fra Noci e Conversano, tornando a casa solo nel 2017 grazie alla revisione di tali norme. Per ragioni di ordine pubblico però, anche le finali play-off del 2018 si sono dovute giocare al PalaWojtyla di Martina Franca. Nel frattempo, nell'estate 2017, la Provincia di Brindisi aveva realizzato un restyling della palestra Zizzi, con il rifacimento degli impianti elettrico e idrico-sanitario e il montaggio di seggiolini sulle gradinate.

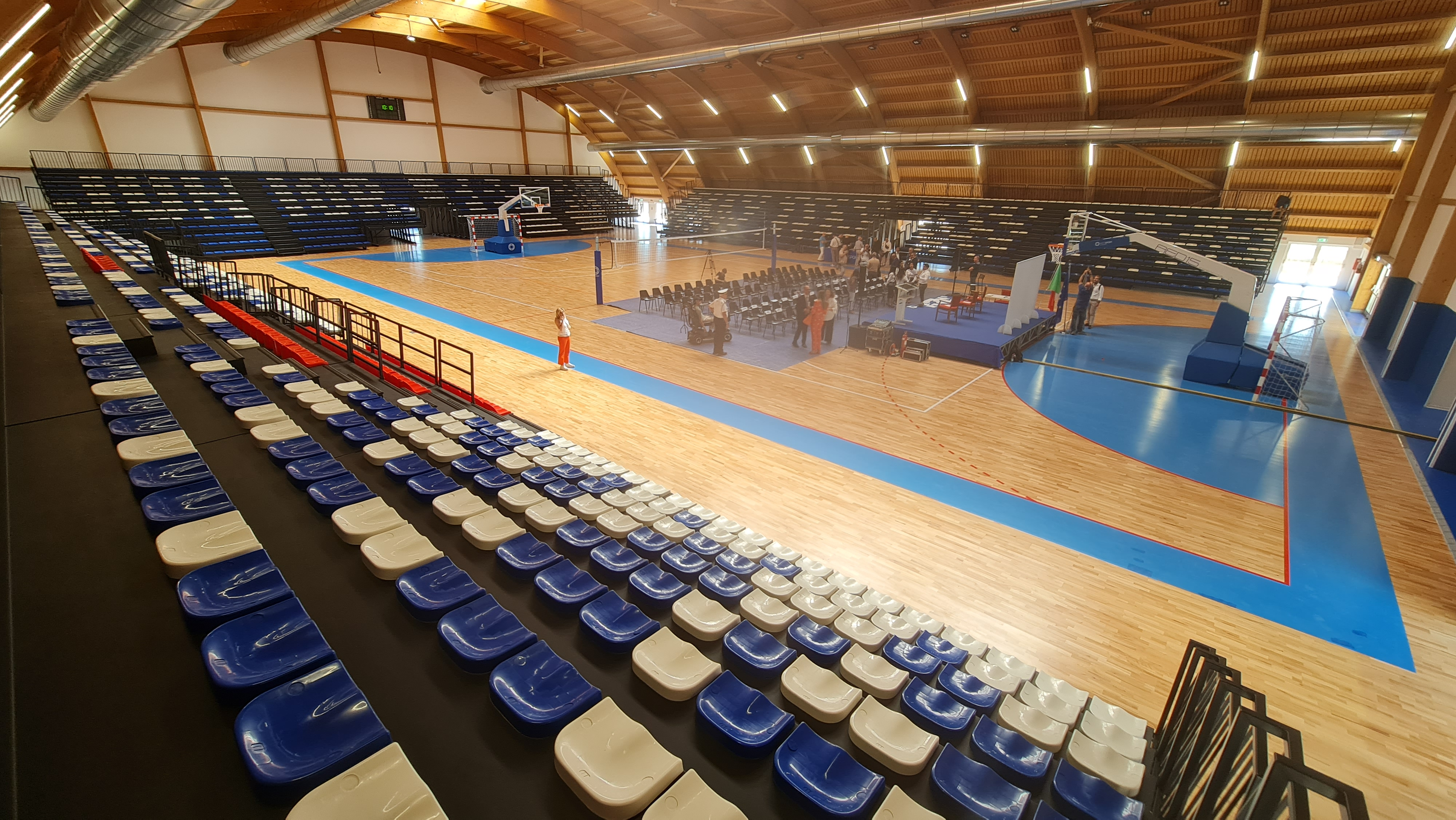
Il Palazzetto dello Sport di Fasano

Nel 2016 è stata finanziata dal Governo, dalla Regione Puglia e dall'Amministrazione comunale di Fasano, per un totale di 4.800.000 euro, la costruzione di un palazzetto dello sport da 2.000 posti a sedere. Il 15 novembre 2019 la cerimonia della posa della prima pietra del palazzetto ha segnato l'inizio dei lavori. Il Palazzetto è stato inaugurato dal sindaco di Fasano Francesco Zaccaria, alla presenza del presidente del CONI, Giovanni Malagò, e del presidente della Regione Puglia, Michele Emiliano, il 28 luglio 2023.
La prima gara (Junior Fasano-Macagi Cingoli, prima giornata della Serie A Gold 2023-24) si è giocata il 9 settembre 2023.

## Palmarès

### Competizioni nazionali
- Campionato italiano di pallamano maschile: 5

2013-14, 2015-16, 2017-18, 2022-23, 2023-24
- Coppa Italia (pallamano maschile): 3

2013-14, 2015-16, 2016-17
- Supercoppa italiana (pallamano maschile): 1

2016

### Competizioni giovanili
- Campionato italiano di pallamano maschile Under-18: 1

2005-06
- Campionato italiano di pallamano maschile Under-16: 1

2010-11
- Campionato italiano di pallamano maschile Under-14: 1

2008-09

### Altre competizioni
- Campionato italiano di beach handball: 1

2001

## Organico 2025-2026

### Rosa
| N° | Naz.                 | Ruolo | Sportivo                         | Anno |  |  |
| -- | -------------------- | ----- | -------------------------------- | ---- |  |  |
| 1  | Italia (bandiera)    | P     | Giorgio Rossa                    | 2004 |  |  |
| 3  | Italia (bandiera)    | A     | Andrea Guarini                   | 2007 |  |  |
| 5  | Italia (bandiera)    | PV    | Raffaele Corcione                | 1991 |  |  |
| 6  | Italia (bandiera)    | T     | Pietro Ditano                    | 2009 |  |  |
| 7  | Tunisia (bandiera)   | T     | Hechmi Belhareth                 | 1995 |  |  |
| 10 | Algeria (bandiera)   | T     | Nidhal Blida                     | 2002 |  |  |
| 11 | Italia (bandiera)    | A     | Leonardo Boggia                  | 2005 |  |  |
| 12 | Italia (bandiera)    | P     | Alessandro Leban                 | 1998 |  |  |
| 13 | Italia (bandiera)    | T     | Diego Somma                      | 2006 |  |  |
| 14 | Italia (bandiera)    | T     | Davide Notarangelo               | 2000 |  |  |
| 17 | Italia (bandiera)    | T     | Donato Nardelli                  | 2006 |  |  |
| 18 | Italia (bandiera)    | PV    | Valentino Dello Vicario Giacinti | 2005 |  |  |
| 21 | Italia (bandiera)    | T     | Antonio Capozzoli                | 2006 |  |  |
| 22 | Italia (bandiera)    | P     | Daniele Vinci                    | 2000 |  |  |
| 23 | Italia (bandiera)    | A     | Gabriele Somma                   | 2006 |  |  |
| 24 | Italia (bandiera)    | A     | Michele Neglia                   | 2009 |  |  |
| 25 | Italia (bandiera)    | T     | Pablo Marrochi                   | 1986 |  |  |
| 33 | Italia (bandiera)    | A     | Nicola Legrottaglie              | 2002 |  |  |
| 41 | Argentina (bandiera) | PV    | Matías Beorlegui                 | 1999 |  |  |
| 95 | Cile (bandiera)      | T     | Aaron Codina Vivanco             | 1999 |  |  |

### Organigramma societario
Di seguito l'organigramma della società.
- Giovanni Caramia - Presidente
- Domenico Iaia - Allenatore
- Giuseppe Crastolla - Assistente allenatore
- Paolo Sirsi - Allenatore portieri
- Clemente Errico - Preparatore atletico
- Vito Deleonardis - Preparatore atletico
- Flavio Messina - Logistics and revenues manager
- Paolo De Santis - Team manager
- Enrico Piero Maggi - Youth manager
- Giovanni Fanizza - Youth manager
- Vito Musa - Referees manager
- Tiziano Dicarolo - Collaboratore
- Francesco Intini - Collaboratore
- Giuseppe Ancona - Collaboratore
- Giovanni Fedele - Collaboratore
- Roberta Di Carolo - Collaboratrice
- Erica Messina - Collaboratrice
- Nicola Cacucci - Medico sociale
- Danilo Ghirelli - Ortopedico
- Paolo Oscuro - Capo terapista della riabilitazione
- Davide Sabatelli - Terapista della riabilitazione
- Riccardo Dibiase - Photo maker
- Oronzo Lorusso - Accounting manager
- Paolo Paternò - Cassiere
- Paolo Orlando - Magazziniere

## Tifoseria
Fasano è una cittadina di 40.000 abitanti circa, ma la tifoseria della pallamano è molto numerosa e calorosa: infatti alle gare interne nella palestra Zizzi erano presenti in media circa 400 spettatori, con punte di oltre 600 nei derby, nelle gare importanti e nei play off. Memorabile il pienone registrato in occasione della semifinale di ritorno contro il Bolzano del campionato 2012-13 con circa 700 presenze in palestra, col pubblico assiepato fino ai bordi del campo e nell'esiguo spazio dietro le porte.
Oltre mille gli spettatori che hanno assistito alle due finali giocate dalla Junior nel 2014, entrambe fuori Fasano: il 2 febbraio quella di Coppa Italia a Martina Franca e il 15 maggio la gara d'andata della finale-scudetto contro il Bolzano disputata a Noci. Ben 200 tifosi hanno seguito inoltre la squadra nella finale-scudetto di ritorno a Bolzano, nonostante la partita fosse di giorno feriale, a oltre 1000 km di distanza e trasmessa in diretta tv.
Buona presenza di tifosi al seguito della squadra anche nella trasferta per la finale-scudetto 2016 a Bolzano, con circa cento presenze, e quasi duemila gli spettatori che hanno sostenuto la squadra nel giorno del trionfo a Conversano. In occasione del ritorno alla "Zizzi" nei playoff 2017, la società è stata costretta per motivi di sicurezza a istituire l'ingresso a numero chiuso con biglietti sempre esauriti in prevendita. Tutti esauriti, e per gara 3 in pochissime ore, i 1250 biglietti riservati dall'autorità di pubblica sicurezza ai tifosi della Junior nelle finali-scudetto di Martina Franca del 2018, anche queste trasmesse in diretta televisiva.
Circa 850 gli spettatori nella prima gara al Palazzetto dello Sport contro il Macagi Cingoli il 9 settembre 2023, con le presenze attestate su una media attorno ai 700 spettatori nelle gare successive di campionato e coppa, e punte di oltre 1000 nel derby col Conversano, nella gara di EHF European Cup con il Brno, nella semifinale play-off con il Merano e in gara 2 di finale scudetto con il Bressanone.

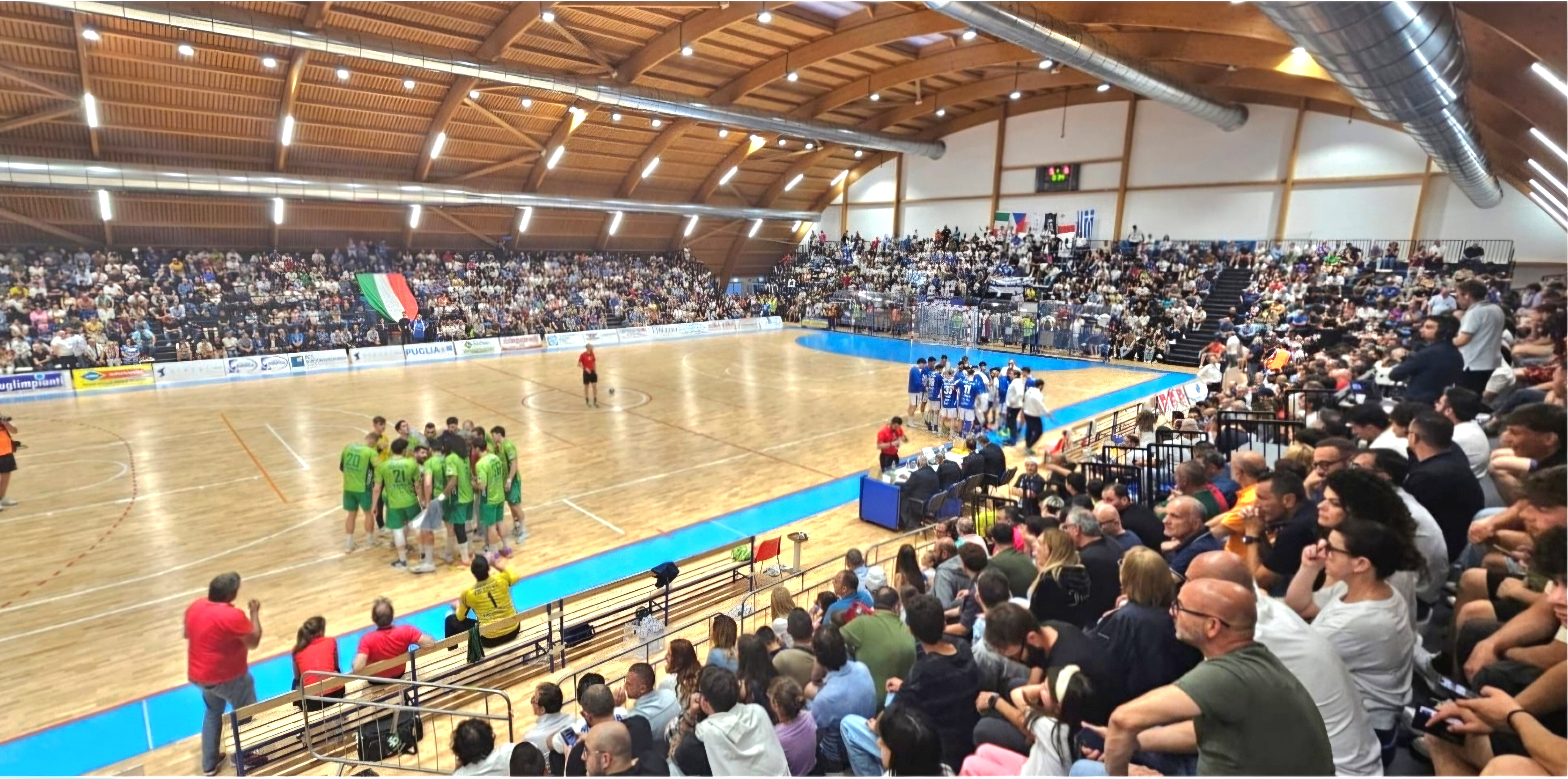
Il Palazzetto dello Sport di Fasano gremito in occasione della gara 3 di finale-scudetto 2024 Junior Fasano-Bressanone

Storica e indimenticabile la gara 3 della finale scudetto 2024, giocata lunedì 3 giugno: più di 2200 spettatori hanno riempito oltre la capienza ufficiale il neonato Palazzetto dello Sport, atteso per circa 50 anni dagli sportivi e dai contribuenti fasanesi. Il 10 novembre 2024 c'è stato il debutto assoluto a Fasano della Nazionale Senior maschile, che ha battuto in rimonta la Serbia 31-30 in una gara di qualificazione ai Campionati Europei 2026, davanti a oltre 2000 spettatori; la gara è stata trasmessa in diretta su Sky Sport Max.

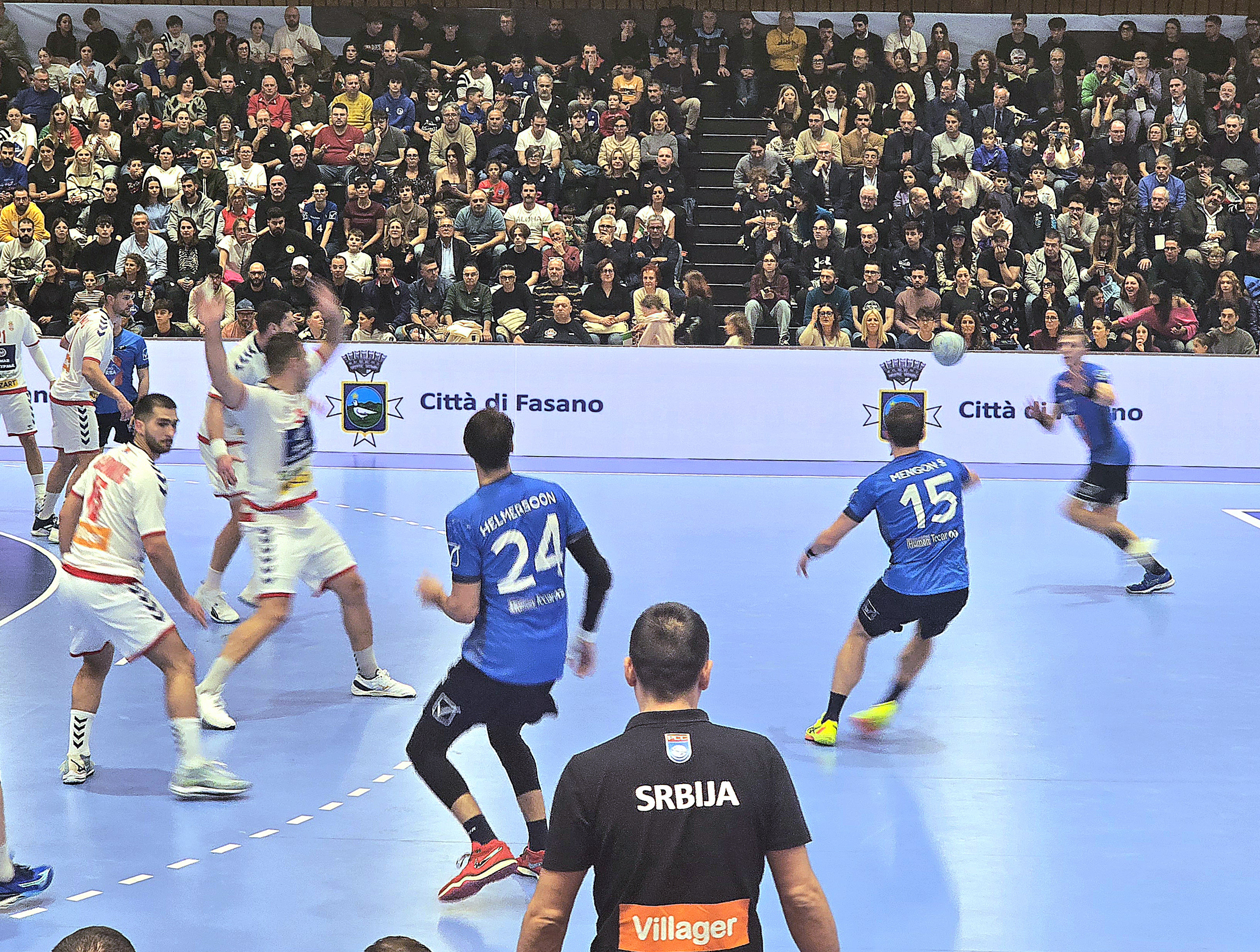
Il debutto assoluto a Fasano della Nazionale Senior maschile di pallamano contro la Serbia il 10 novembre 2024

### Amicizie
- Fasano
- Pressano
- Fondi

### Rivalità
- Bologna United
- Carpi
- Noci
- Conversano
- Bozen